# (18538) 1996 XY18
1996 أكس واي 18 (ويعرف أيضًا باسم (18538) 1996 أكس واي 18 وفق تسمية الكوكب الصغير) (بالإنجليزية: 1996 XY18)‏ هو كويكب ضمن حزام الكويكبات؛ وترتيبه 18538 من حيث الاكتشاف.
اكتُشف هذا الجُرم الفلكي بواسطة تاكيشي أوراتا ‏ في 6 ديسمبر 1996.

## وصلات خارجية
- (18538) 1996 XY18 في قاعدة بيانات مختبر الدفع النفاث لأجرام النظام الشمسي الصغيرة

- الاكتشاف · مخطط المدار ·  العناصر المدارية · المعلمات المادية

- (18538) 1996 XY18 على موقع ويكي سكاي: DSS2, SDSS, GALEX, IRAS, Hydrogen α, X-Ray, Astrophoto, Sky Map, Articles and images